# Josep Maria Bernadas Viladesau
Josep Maria Bernadas Viladesau   (Rosario, 14 d'abril de 1886 - Barcelona, 12 d'abril de 1933) fou un dirigent esportiu català de començament de segle xx.
Va néixer a Rosario (Argentina) fill de pares catalans, Salvador Bernadas i Mercè Viladesau. Era comerciant de pells. A partir de 1926 muntà diverses granges d'aus a Haro (La Rioja) i Miranda de Ebro (Burgos).
El 13 d'octubre de 1915 fou escollit president del RCD Espanyol, comptant amb el suport de José Hardoy, Evelio Doncos i l'home fort de la directiva Josep Maria Tallada. Va romandre al càrrec durant tres anys. Durant el seu mandat es produí el fitxatge de Ricard Zamora. L'any 1918 creà la secció d'atletisme del club.